# John Everett Millais
John Everett Millais (ur. 8 czerwca 1829 w Southampton, zm. 13 sierpnia 1896) – brytyjski malarz i ilustrator.

## Życiorys
Był wybitnie utalentowanym dzieckiem, malował już w wieku czterech lat. Mając lat jedenaście podjął studia w Royal Academy, gdzie ze względu na wiek nazywany był The Child (Dzieciak). Zadebiutował w 1846 roku na dorocznej wystawie Akademii Królewskiej swoim obrazem Pizarro Seizing the Inca of Peru (pol. Schwytanie władcy Inków). Tematem tego obrazu jest uwięzienie władcy Inków Atahualpy przez hiszpańskiego konkwistadora Francisca Pizarro w 1532 roku. W następnym roku Millais zdobył złoty medal za najlepsze malarstwo historyczne.
W roku 1848 wraz z Dante Gabrielem Rossettim i Williamem Holmanem Huntem założył Bractwo Prerafaelitów. Jedna z jego prac z okresu działalności wśród prerafaelitów, Chrystus w domu rodziców, charakteryzująca się dużym realizmem, wywołała sprzeciw i oburzenie, między innymi ze strony Charlesa Dickensa. Królowa Wiktoria miała zażądać indywidualnego pokazu.
W 1852 Millais wystawił Ofelię, która przyniosła mu sukces. Malarz zastosował tu technikę nakładania farby na jeszcze wilgotne podłoże, by uwypuklić świetliste odcienie i konkretne szczegóły.
W 1855 artysta poślubił Effie Gray, byłą żonę krytyka sztuki Johna Ruskina, portrety ich obojga wcześniej namalował. Millais i Effie zakochali się w czasie wakacji w Szkocji w 1854, gdzie Ruskin pozował artyście. Rozwód wywołał wielki skandal, w związku z tym para na kilka lat wyjechała do Szkocji. Rygorystyczne normy społeczne tamtych czasów sprawiły, że wiele osób, w tym królowa, odmawiało przyjęcia Effie na salony, co uległo zmianie dopiero pod koniec życia malarza.
Po powrocie do Anglii w 1862 styl Millais’go uległ zmianie. Artysta starał się zarzucić surowość tematyczną i stylistyczną na rzecz konwencjonalnego malarstwa epoki wiktoriańskiej. Przyczyną zmian była najprawdopodobniej Effie, która wymagała od artysty, by malował szybciej i na bardziej popularne tematy. Wiązało się to z koniecznością zapewnienia utrzymania szybko powiększającej się rodzinie; małżonkowie dochowali się ośmiorga dzieci.
W 1863 Millais został członkiem rzeczywistym Royal Academy, malował obrazy historyczne i portrety, także dziecięce. Do końca życia cieszył się znaczną popularnością, w 1896 niecałe pół roku przed śmiercią został wybrany przewodniczącym Royal Academy.

## Wybrane prace
- Druhna, 1851, Cambridge,
- Ofelia, 1851–1852, Tate Britain w Londynie.
- Izabela i Lorenzo, 1848-1849, Walker Art Gallery, Liverpool,
- Dzieciństwo Releigha, 1870, Tate Britain,
- Przejście Północno-Zachodnie, 1874, Tate Britain,
- Ornitolog, 1885, Art Gallery and Museum, Glasgow.

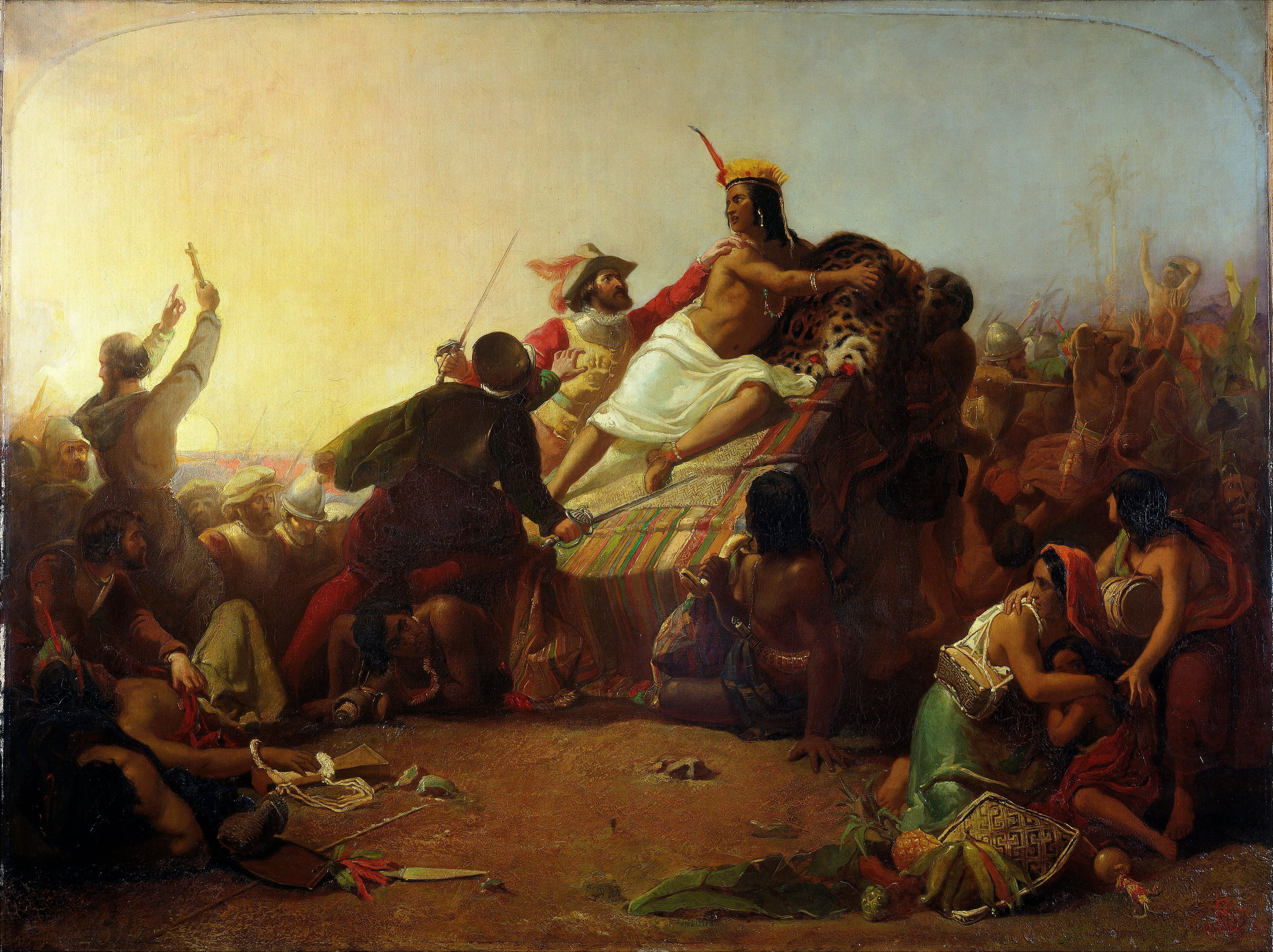
Pizarro Seizing the Inca of Peru, 1845, Muzeum Wiktorii i Alberta
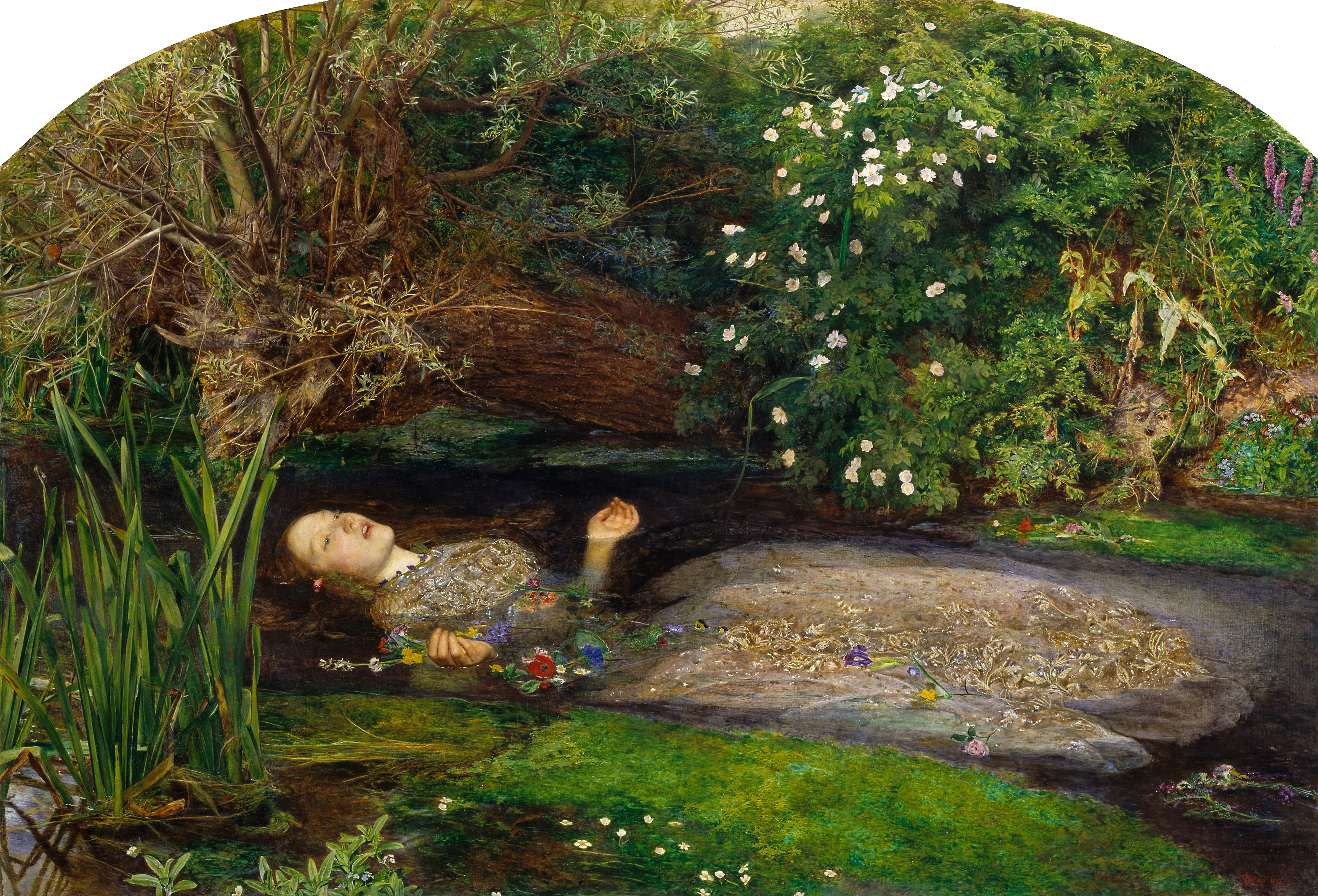
Ofelia, 1851–1852, Tate Britain
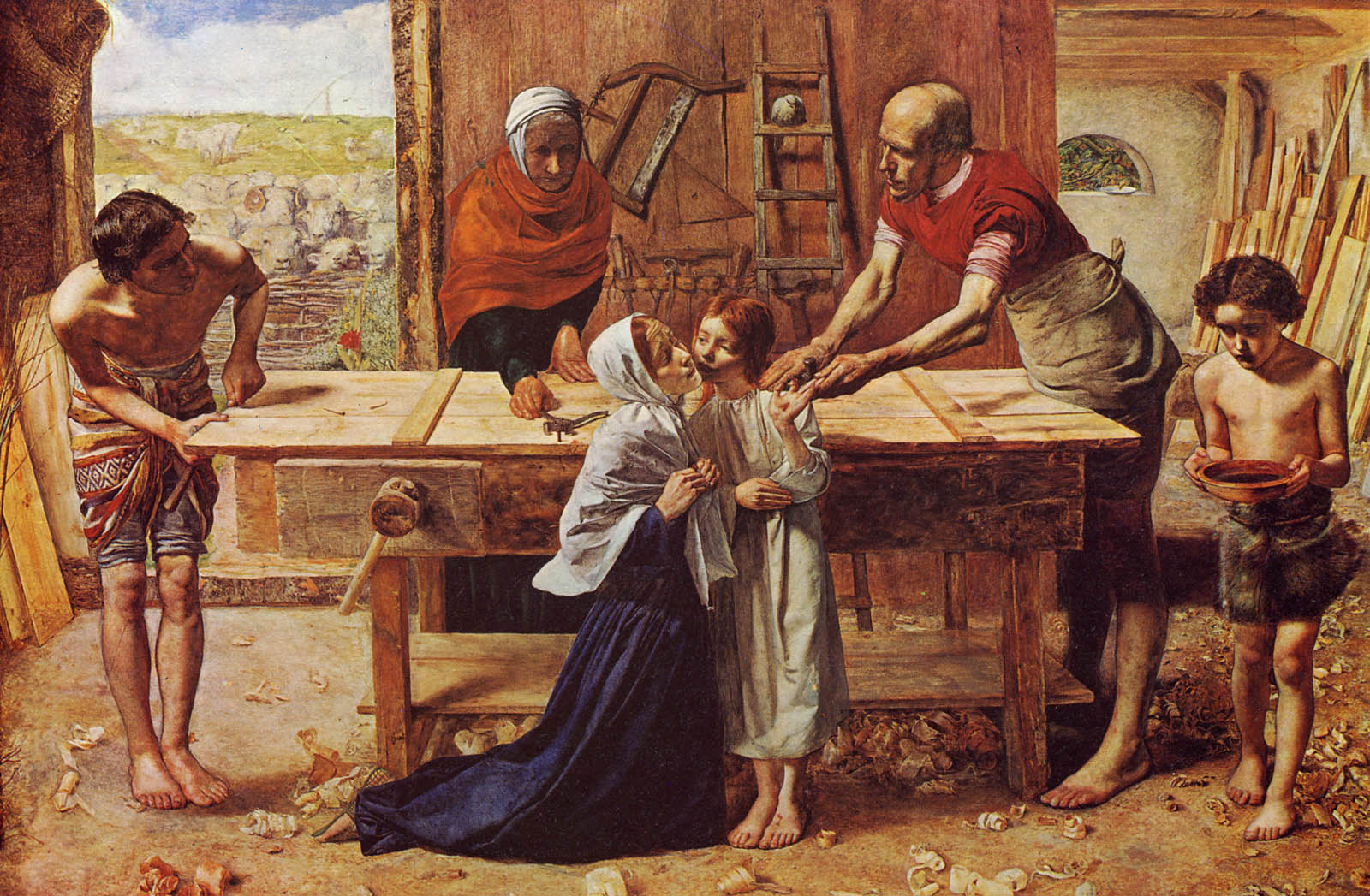
Chrystus w domu rodziców, 1850, Tate Britain
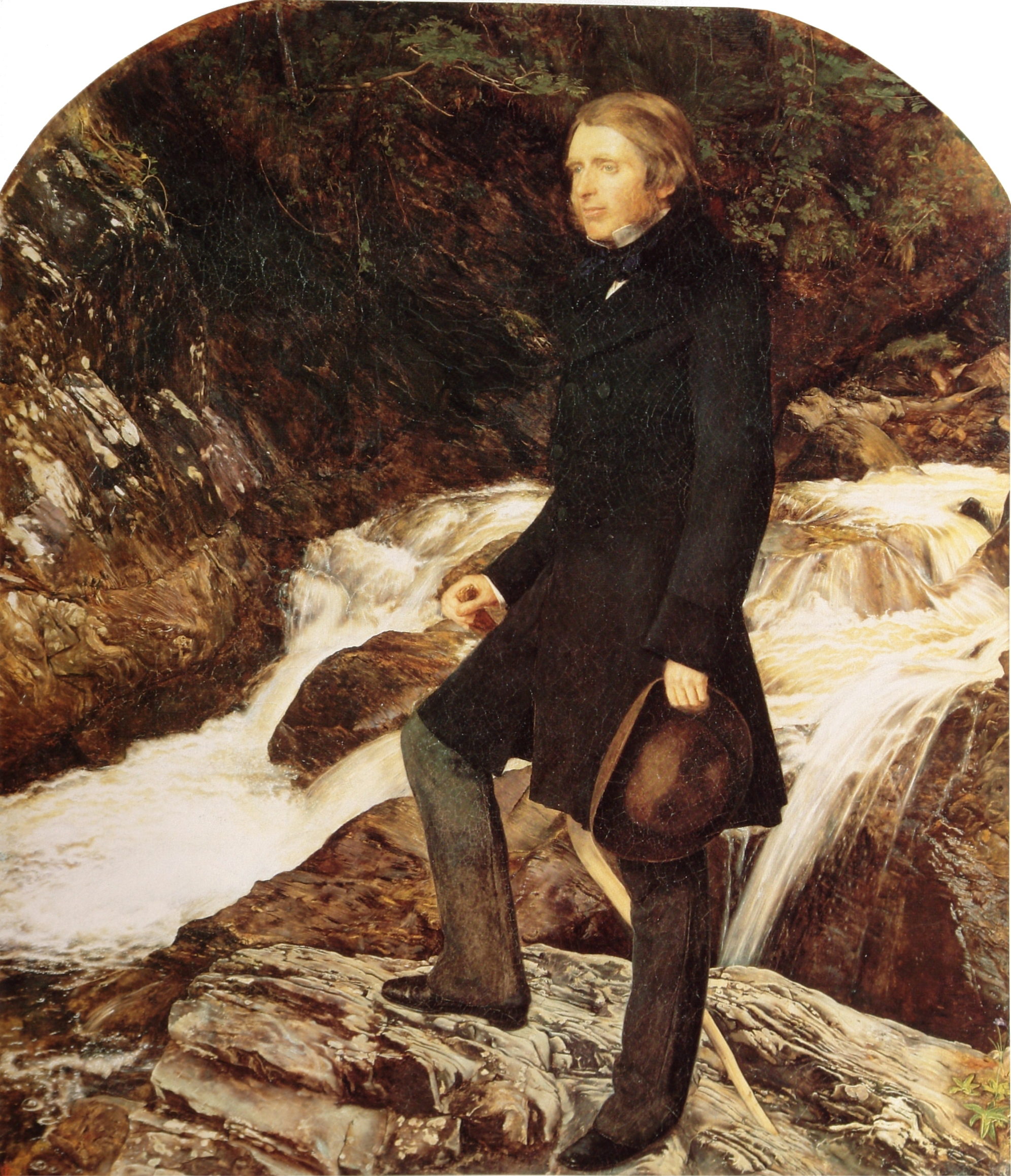
Portret Johna Ruskina, 1853–1854, Ashmolean Museum